# Elżbieta Waszczuk
Elżbieta Waszczuk (ur. 12 grudnia 1946 w Kościerzynie) – polska artystka fotograf, uhonorowana tytułem Artiste FIAP (AFIAP). Członkini i Artystka Fotoklubu Rzeczypospolitej Polskiej Stowarzyszenia Twórców (AFRP). Członkini Fotograficznej Grupy Twórczej Kontur.

## Życiorys
Elżbieta Waszczuk związana z kołobrzeskim środowiskiem fotograficznym – mieszka i tworzy w Kołobrzegu. Jest absolwentką I Liceum Ogólnokształcącego im. Mikołaja Kopernika w Kołobrzegu oraz Państwowej Szkoły Technicznej w Łodzi. Fotografuje od wielu lat – po raz pierwszy zaprezentowała swoje fotografie z podróży na Hawaje, na wystawie w 2004 roku. Szczególne miejsce w jej twórczości zajmuje fotografia artystyczna ukazująca ciepło otaczającego nas świata, ściśle związana z upływem czasu, wiekiem i doświadczeniem; fotografia kreacyjna kształtująca wyobraźnię w rzeczywistość fotograficzną oraz fotografia marynistyczna. Od 2009 roku prowadzi autorską galerię fotografii San Gallery w Kołobrzegu.
Elżbieta Waszczuk jest autorką i współautorką wielu wystaw fotograficznych; indywidualnych i zbiorowych, poplenerowych oraz pokonkursowych. Bierze aktywny udział w Międzynarodowych Salonach Fotograficznych, organizowanych (między innymi) pod patronatem FIAP, zdobywając wiele akceptacji, nagród, wyróżnień, dyplomów, listów gratulacyjnych. W 2010 roku została przyjęta w poczet członków Fotoklubu Rzeczypospolitej Polskiej Stowarzyszenia Twórców. Decyzją Komisji Kwalifikacji Zawodowych Fotoklubu RP, otrzymała dyplom potwierdzający kwalifikacje do wykonywania zawodu artysty fotografa, fotografika (legitymacja nr 275). Pokłosiem udziału w Międzynarodowych Salonach Fotograficznych (pod patronatem FIAP) było przyznanie Elżbiecie Waszczuk w 2013 roku, tytułu honorowego Artiste FIAP (AFIAP) – przez Międzynarodową Federację Sztuki Fotograficznej FIAP, z siedzibą w Luksemburgu.
Prace Elżbiety Waszczuk zaprezentowano w Almanachu (1995–2017), wydanym przez Fotoklub Rzeczypospolitej Polskiej Stowarzyszenie Twórców. W 2017 została laureatką nagrody – Kołobrzeski Pegaz Kultury (w kategorii Twórca Kultury). W 2018 roku została uhonorowana Medalem „Za Zasługi dla Fotografii Polskiej” – odznaczeniem przyznawanym przez Kapitułę Fotoklubu Rzeczypospolitej Polskiej Stowarzyszenia Twórców – w 100. rocznicę odzyskania przez Polskę niepodległości.

## Odznaczenia
- Srebrny Medal „Zasłużony dla Fotografii Polskiej”[9][11]
- Medal „Za Zasługi dla Fotografii Polskiej” (2018)

Źródło

## Publikacje (książki)
- Pan na ogrodach[26]
- Apetyt na życie[27]

## Wybrane wystawy indywidualne
| Lp. | Tytuł wystawy                     | Miejsce                                               | Data      | Miejscowość      | Kraj     |
| --- | --------------------------------- | ----------------------------------------------------- | --------- | ---------------- | -------- |
| 1   | Hawaje                            | Galeria Calico                                        | 2004      | Kołobrzeg        | Polska   |
| 2   | Hawaje                            | Zamek w Świdwinie                                     | 2005      | Świdwin          | Polska   |
| 3   | Hawaje                            | Centrum Kultury Zamek                                 | 2005      | Połczyn-Zdrój    | Polska   |
| 4   | Hawaje                            | Hotel Solny                                           | 2005      | Kołobrzeg        | Polska   |
| 5   | Hawaje                            | Galeria Starostwa Powiatowego                         | 2006      | Koszalin         | Polska   |
| 6   | Przybliżenia                      | Klub osiedlowy Bałtyk                                 | 2005      | Koszalin         | Polska   |
| 7   | Przybliżenia                      | Zamek w Połczynie-Zdroju                              | 2006      | Połczyn-Zdrój    | Polska   |
| 8   | Przybliżenia                      | Galeria Wieża                                         | 2006      | Bytów            | Polska   |
| 9   | Przybliżenia                      | Galeria hotelu Maxymilian                             | 2006–2007 | Kołobrzeg        | Polska   |
| 10  | Przybliżenia                      | San Gallery                                           | 2007      | Kołobrzeg        | Polska   |
| 11  | Intropatia                        | Galeria Nadbrzeżna                                    | 2007      | Ustronie Morskie | Polska   |
| 12  | Intropatia                        | Galeria Starostwa Koszalińskiego                      | 2008      | Koszalin         | Polska   |
| 13  | Światłem malowane                 | Galeria Sztuki Współczesnej                           | 2007      | Kołobrzeg        | Polska   |
| 14  | Morze tajemnic                    | San Gallery                                           | 2009      | Kołobrzeg        | Polska   |
| 15  | Morze tajemnic                    | Instytut Polski                                       | 2010      | Bratysława       | Słowacja |
| 16  | Morze tajemnic                    | Książnica Pomorska                                    | 2010      | Szczecin         | Polska   |
| 17  | Korsykańskie impresje             | San Gallery                                           | 2009–2010 | Kołobrzeg        | Polska   |
| 18  | Foto(ob)sesje                     | Galeria Sztuki Współczesnej                           | 2011      | Kołobrzeg        | Polska   |
| 19  | Wyspa śpiewających aniołów        | San Gallery                                           | 2011      | Kołobrzeg        | Polska   |
| 20  | Ogród metafor                     | Muzeum Fotografii                                     | 2012      | Bydgoszcz        | Polska   |
| 21  | Ogród metafor                     | Galeria Biblioteki Praga - Południe im. Rumla         | 2012      | Warszawa         | Polska   |
| 22  | Ogród metafor                     | Gubiński Ośrodek Kultury                              | 2013      | Gubin            | Polska   |
| 23  | Ogród metafor                     | Muzeum w Kościerzynie                                 | 2013      | Kościerzyn       | Polska   |
| 24  | Ogród metafor                     | Galeria MOKiS                                         | 2013      | Oleśnica         | Polska   |
| 25  | Dotyk Terpsychory                 | Galeria Sztuki w Bramie Wysokiej                      | 2012      | Białogard        | Polska   |
| 26  | Dotyk Terpsychory                 | Klub kawałek Podłogi                                  | 2013      | Koszalin         | Polska   |
| 27  | Turecka podróż                    | San Gallery                                           | 2013      | Kołobrzeg        | Polska   |
| 28  | Życie po życiu                    | Regionalne Centrum Kultury                            | 2014      | Kołobrzeg        | Polska   |
| 29  | Foto(ob)sesje                     | Centrum Kultury Zamek                                 | 2015      | Połczyn-Zdrój    | Polska   |
| 30  | Portowe impresje                  | Galeria Teatru Rondo                                  | 2015      | Słupsk           | Polska   |
| 31  | Metropolis i Non Omnis Moriar     | Galeria Sztuki Współczesnej                           | 2016      | Kołobrzeg        | Polska   |
| 32  | Metropolis                        | Galeria F10                                           | 2017      | Warszawa         | Polska   |
| 33  | Zatrzymać czas                    | San Gallery                                           | 2019      | Kołobrzeg        | Polska   |
| 34  | Przestrzeń intymna I rok pandemii | Galeria Sztuki Współczesnej                           | 2021      | Kołobrzeg        | Polska   |
| 35  | Portowe impresje                  | Galeria Sztuki Centrum Kultury i Spotkań Europejskich | 2022      | Białogard        | Polska   |
| 36  | Meandry uważności                 | San Gallery                                           | 2024      | Kołobrzeg        | Polska   |

Źródło